# Andrea Giorgio Maria Bianchi
Andrea Giorgio Maria Bianchi (* 16. Juli 1746 in Brienno; † 9. Oktober 1814 in Rudolstadt) war ein italienischer Kaufmann. Er wurde vor allem bekannt durch die Finanzierung des Fürstenhauses Schwarzburg-Rudolstadt und die Förderung von Kunst und Musik, unter anderem seines Schwiegersohnes, des Komponisten Traugott Maximilian Eberwein.

## Leben
Andrea Giorgio Maria Bianchi wurde als Sohn des Kaufmanns Nazzaro Giorgio Bianchi (* 1708 in Brienno am Comer See; † zwischen dem 9. April und dem 20. Oktober 1793 ebenda) und seiner Ehefrau Marta Maria Domenica Caminata (* 15. Mai 1720 Brienno; † 21. Juli 1756 ebenda) am 16. Juli 1746 in Brienno am Comer See geboren. Seine Eltern und Großeltern waren seit 1680 auf den Handelsrouten über Chur und Würzburg in Dresden, Leipzig, Zeitz, Gera und Neustadt an der Orla aktiv, bevor sie 1741 durch den Fürsten Friedrich Anton von Schwarzburg-Rudolstadt die Konzession für eine Warenhandlung in Rudolstadt bekamen. Seine Kindheit war geprägt von der Lehre im Handel und im Kontor. 
Am 24. Februar 1772 heiratete er in Cermenate Francesca Tizzeri (* 1753 in Carate / Carate Urio; † 22. Dezember 1787 in Rudolstadt), mit der er neun Kinder hatte. In Deutschland nannte er sich Andreas Georg Maria Bianchi.
1779 übernahm er als Alleinerbe die in Rudolstadt gegründete Warenhandlung seines Vaters, die er mit großem Erfolg betrieb. 1787 erwarb er mit einem Kompagnon den Hockerodaer Hammer. Der kapitalkräftige Unternehmer erlangte politischen Einfluss auf den Fürsten Ludwig Friedrich II. von Schwarzburg-Rudolstadt (reg. 1793–1807), mit dem er eine rege Korrespondenz unterhielt (Staatsarchiv Rudolstadt). Bianchi  beriet den Fürsten in Finanzfragen, lieh ihm Geld und unterbreitete Vorschläge zur Gestaltung des Rudolstädter Stadtbildes. 1806 kaufte der geschäftstüchtige Italiener eine 1799 in Rudolstadt gegründete Spielkartenfabrik und betrieb in jener Zeit Speisewirtschaften auf dem Rudolstädter Anger.
1803 reiste Bianchi mit seinem Schwiegersohn, dem Komponisten Traugott Maximilian Eberwein und seinen Söhnen,  Bruder Rudolf Anton Nazar Georg (* 1779) und Carl Wilhelm Ludwig (* 1783 in Rudolstadt / Maler), nach Brienno und in andere oberitalienische Städte.
Er war Mitglied der Freimaurer als Andreas Georg Maria Bianchi – Ordensname „Barnabo Visconti“, 1776 Mitglied der Weimarer Loge „Amalia“ im Lehrlingsgrad, später Freimaurer im Meistergrad im System der Strikten Observanz, (1800) Zeremonienmeister der Rudolstädter Loge „Günther zum stehenden Löwen“, 1784 Illuminatus minor, Quaestor und Schatzmeister der MK von Rudolstadt. Sein umfangreiches Testament von 1806 wurde von ihm am 20. Januar 1811 aufgehoben und durch ein endgültiges Testament vom 10. November 1813 ersetzt.

## Leistungen
Bianchi baute die ca. 1680 gegründete Warenhandlung seiner Familie wesentlich aus. Aufgrund der wirtschaftlichen Erfolge konnte er über das regierende Fürstenhaus wesentlichen Einfluss auf die Stadtentwicklung von Rudolstadt nehmen. Seine Firma existierte über seine Nachkommen bis 1873, als sein Urenkel die Firma an Günther Windorf verkauft.
Heute lebende Nachkommen sind (Beispiele):
- Ursula von der Leyen, Ministerin
- George Alexander Albrecht, Generalmusikdirektor aD
- Egbert Seidel, Hochschullehrer und Arzt

Teile des Unternehmensarchiv (Hauptbücher der Warenhandlung 1719, 1727, 1740, Inventarbücher 1721–1783, wie auch ein Inventarbuch der Spielkarten- und Buntpapierfabrik Bianchi-Rudolstadt 1814–1848) überleben im Historischen Archiv des Germanischen Nationalmuseums, Nürnberg.

## Werke
- Chronica famiglia Bianchi 1689–1910. Begonnen 1746 von Nazaro Bianchi, beendet von Albert Bianchi 1910. Stadtarchiv Rudolstadt